# Viminaria
Viminaria es un género monotípico de plantas con flores perteneciente a la familia Fabaceae. Su única especie: Viminaria juncea (Schrad.) Hoffmanns., es originaria de Australia.

## Descripción
Es un arbusto erecto que alcanza los 1,5-6 m de alto y 1 a 2.5 m de ancho. Tiene un tronco liso y ramas ascendentes, mientras que las ramillas de menor importancia a menudo se inclinan. Las hojas largas y delgadas están pecioladas y miden 25.3 cm de longitud. La floración se produce desde septiembre hasta enero , las flores crecen en racimos de unos 25 cm de longitud. Son de color amarillo con una corola de color naranja y por lo general con forma de guisante. Son seguidos por las vainas que contienen pequeñas semillas individuales. 

## Distribución y hábitat
El hábitat preferido son las zonas pantanosas cerca de la costa en el sur de Australia, desde las inmediaciones de Geraldton en el oeste de Australia hacia el sur de Esperance, y en el este en la costa de Queensland, Nueva Gales del Sur, Victoria y Australia del Sur.